# ألموغافاريون

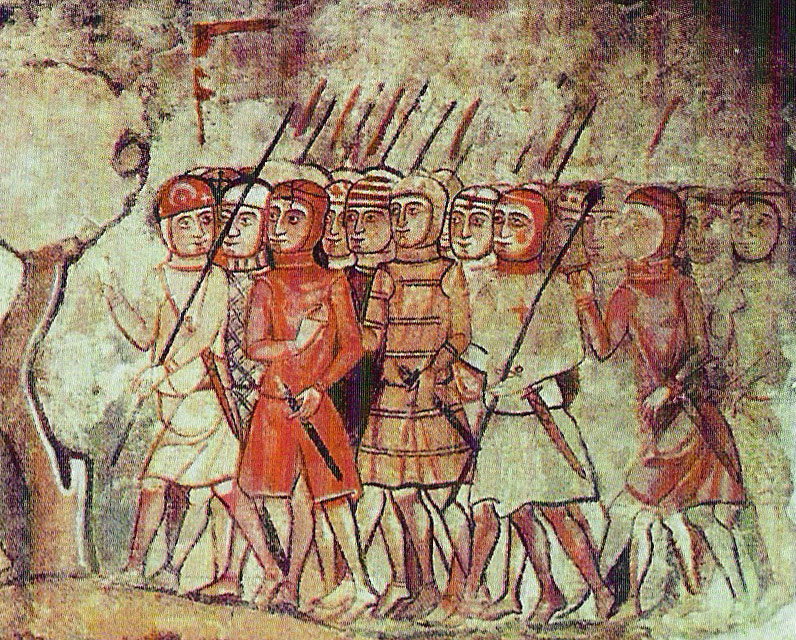
ألموغافاريون وهم يتفقدوا ساحة القتال

ألموغافاريون (بالإسبانية: almogávares) هي وحدة قوات من العصور الوسطى. اسمها مشتق من المغاوير. كانوا يتكونون من المشاة، وكانوا يتكونون بشكل أساسي من الفلاحين والرعاة في الريف. استخدمتهم ممالك أراغون وقشتالية والبرتغال وفالنسيا في حروب الاسترداد خلال القرنين الثالث عشر والرابع عشر. استخدموا كذلك كمرتزقة في إيطاليا واليونان وفلسطين.